# 白营乡
白营乡是中国河南省安阳市汤阴县下辖的一个乡。

## 行政区划
白营乡下辖：白营村、仝家庄村、南陈王村、戴村、东木佛村、李营村、胡营村、南店村、西石得村、闻石得村、尧石得村、西木佛村、西隆化村、花耳庄村、徐庄村、小张盖村、杨庄村、张官屯村、东兰村、西兰村、北店村、后湾张村、大张盖村、杨村、北陈王村、大付庄村。